# Klaus Birkefeld
Klaus Birkefeld (* 26. März 1951 in Elsterwerda; † 18. November 2018 in Berlin) war ein deutscher Schauspieler, Autor und Regisseur.

## Leben
Birkefeld wurde an der „Staatlichen Schauspielschule Rostock“ ausgebildet.
Anschließend hatte er Engagements am Stadttheater Zittau, Landestheater Neustrelitz, Landestheater Altenburg, Theater Plauen-Zwickau, der Neuen Bühne Senftenberg, sowie in Brandenburg, Halle, Hannover, Weimar, Jena und Tübingen.
2006 spielte er die Hauptrolle in einem Kurz-Spielfilm von Hagen Wiel, in zwei weiteren Spielfilmen trat er in Nebenrollen auf.
Nach 2014 wirkte Birkefeld an verschiedenen Freien Theatern, wobei er sich u. a. auch an dem inklusiven Tanztheaterprojekt „multifil identity“ des Tanztheaterregisseurs Bronislav Roznos beteiligte, seinem früheren Kollegen vom Theater Plauen-Zwickau.
Birkefeld produzierte außerdem Hörspiele und Aufnahmen von Texten vergessener Dichter, u. a. eine CD mit Texten von Richard Leising.
Klaus Birkefeld war verheiratet, er hatte eine Tochter und einen Sohn.

## Kritik
„Dieser Mann, dieser Schauspieler war ganz sicher für junge Menschen, die ihm zum ersten Mal begegneten, faszinierend, denn er hatte die Gabe, andere für seine Ideen und Vorhaben zu begeistern. Und zugleich war er mit einer reichlichen Portion Naivität gesegnet und glaubte oft, alle anderen sollten die Kunst, ja die Welt ebenso beurteilen wie er selbst: als Theater.“

## Filmografie
- 1981: Winterschlacht (TV-Theateraufführung; Erstausstrahlung am 22. Mai 1981 im 2. Programm des Fernsehens der DDR; Regie: Margot Thyret)[3]
- 1985/1986: Hilde, das Dienstmädchen (Regie: Günther Rücker, Jürgen Brauer)[4]
- 2006: Kimusawea (Kurz-Spielfilm; Regie: Hagen Wiel)
- 2006: Der Abgesang (Spielfilm; Regie: Ben Scharf, Richard Weiß)

## Hörspiele
- 2017: Spiel / Die Jäger / Aquatische Miniaturen / Doiiing!! / Die Rübe / fraport residents / Akt ohne Worte 3 (7 Hörspiele auf 5 CDs; Autor: Christian Hussel) – Regie und Sprecher